# 메타자성
메타자성은 자기장을 가했을 때 반강자성체인 물질이 강자성체로 변환되는 현상이다. 원래는 반강자성 절연체 내의 장에 의해 발생되는 스핀플립 천이를 뜻했다.